# Shōdo (illa)
Shōdo (小豆島, Shōdo-shima), sovint romanitzada com a Shōdoshima és una illa del Japó pertanyent a la prefectura de Kagawa i situada a la mar interior de Seto. L'illa de Shōdo és la porció de territori més gran després del territori "continental" localitzat a l'illa de Shikoku i l'illa sencera més gran de la prefectura, així com la 23na illa més gran del Japó. L'illa forma part del districte de Shōzu junt amb l'illa de Te o Teshima. L'illa és famosa per ser el primer lloc del Japó on es va cultivar l'olivera satisfactòriament i per això rep el nom d'"Illa de l'Oliva" tenint un parc temàtic dedicat a aquesta i també per ser lloc de la celebració de la Triennal de Setouchi.

## Geografia
L'illa de Shōdo forma part de la prefectura de Kagawa i es troba al nord de la capital prefectural, Takamatsu. Amb els seus 153,30 quilòemtres quadrats, Shōdo és la 23na illa més gran del Japó i la segona més gran de la mar interior de Seto. També hi té lloc l'estret de Dobuchi, l'estret més estret del món amb només 9,93 metres. Administrativament, l'illa pertany al districte de Shōzu i conté dos municipis.

### Municipis
- Districte de Shōzu
  - Shōdoshima
  - Tonoshō

## Història
L'illa de Shōdo va ser coneguda al passat amb el nom d'Azuki (Azuki-shima) com les xicotetes faves dolces i roges japoneses; de fet, el seu nom actual (Shōdo-shima) vol dir "illa de la petita fava". L'illa va formar part de la província de Kibi i més tard de la de Bizen (sud de l'actual prefectura d'Okayama) per a acabar finalment a la província de Sanuki, la qual esdevingué en l'actual prefectura de Kagawa. L'any 1954 es gravà a l'illa la famosa pelicula de Keisuke Kinoshita "vint-i-quatre ulls o Nijū-shi no Hitomi i el seu remake de 1987, basada en la novela de Sakae Tsuboi de l'any 1952.